# Róbert Hefler
Róbert Hefler (ur. 1999 w Érd) – węgierski kierowca wyścigowy.

## Biografia
Jest synem Róberta, który był kierowcą rajdowym, a w 2002 roku zdobył mistrzostwo Węgier w klasie N1. Hefler junior swoją karierę sportową rozpoczynał od startów w kartingu. W 2008 roku, startując w barwach zespołu Szép Gokart, zajął szóste miejsce w mistrzostwach Węgier w klasie Kadet 80. Rok później występował w zespole Top Motorsport, zdobywając w mistrzostwach Węgier szóstą pozycję w klasie Rotax Mini Max.
Po zakończeniu startów gokartami Hefler rywalizował w mistrzostwach Węgier w slalomie i wyścigach płaskich. W 2015 roku Hondą Civic VTI zdobył mistrzostwo Węgier w slalomie w kategorii junior. W sezonie 2018 zdobył mistrzostwo Węgierskiej Formuły Renault. W 2019 roku Węgier zdobył mistrzostwo krajowej Formuły 2000, jak również mistrzostwo FIA Strefy Środkowoeuropejskiej w klasie Formuły Renault. Zadebiutował ponadto w Österreichische Rennwagen Meisterschaft i Austriackiej Formule 3, zdobywając między innymi drugie miejsce w trzecim wyścigu na Hungaroringu.

## Wyniki
| Legenda oznaczeń w tabelach wyników Wyświetl szablon na nowej stronie | Legenda oznaczeń w tabelach wyników Wyświetl szablon na nowej stronie                                                                     |
| Oznaczenie                                                            | Wyjaśnienie |
| --------------------------------------------------------------------- | --- |
| Złoty                                                                 | Zwycięzca lub mistrzostwo |
| Srebrny                                                               | 2. miejsce lub wicemistrzostwo |
| Brązowy                                                               | 3. miejsce lub II wicemistrzostwo |
| Zielony                                                               | Ukończył, punktował (w klasyfikacji generalnej, gdy zdobył co najmniej jeden punkt na przestrzeni sezonu, poza trzema powyższymi opcjami) |
| Niebieski                                                             | Ukończył, nie punktował (w klasyfikacji generalnej, gdy nie zdobył co najmniej jednego punktu na przestrzeni sezonu)                      |
| Czerwony                                                              | Nie zakwalifikował się (NZ) |
| Czerwony                                                              | Nie prekwalifikował się (NPK) |
| Różowy                                                                | Nie ukończył (NU) |
| Różowy                                                                | Niesklasyfikowany (NS) (w klasyfikacji generalnej, gdy nie został sklasyfikowany w żadnym wyścigu sezonu)                                 |
| Czarny                                                                | Zdyskwalifikowany (DK) |
| Czarny                                                                | Wykluczony (WYK/EX) |
| Biały                                                                 | Nie wystartował (NW) |
| Biały                                                                 | Kontuzjowany (K/INJ) |
| Biały                                                                 | Wyścig odwołany (OD/C) |
| Bez koloru                                                            | Został wycofany (WYC/WD) |
| Bez koloru                                                            | Nie przybył (NP/DNA) |
| Bez koloru                                                            | Nie brał udziału w treningach (NT/DNP) |
| Bez koloru                                                            | Nie został zgłoszony (–) |
| Pogrubienie                                                           | Start z pole position |
| Kursywa                                                               | Najszybsze okrążenie wyścigu |
| †                                                                     | Nie ukończył, ale jego rezultat został zaliczony ze względu na przejechanie więcej niż 90% dystansu wyścigu.                              |
| *                                                                     | Sezon w trakcie |
| 1/2/3                                                                 | Punktowana pozycja w sprincie kwalifikacyjnym                                                                                             |
| Lista systemów punktacji Formuły 1                                    | |

### Węgierska Formuła Renault
| Rok  | Zespół             | Samochód      | Silnik  | Wyniki w poszczególnych eliminacjach | Wyniki w poszczególnych eliminacjach | Wyniki w poszczególnych eliminacjach | Wyniki w poszczególnych eliminacjach | Wyniki w poszczególnych eliminacjach | Wyniki w poszczególnych eliminacjach | Wyniki w poszczególnych eliminacjach | Wyniki w poszczególnych eliminacjach | Wyniki w poszczególnych eliminacjach | Wyniki w poszczególnych eliminacjach | Wyniki w poszczególnych eliminacjach | Pkt. | Msc. |
| ---- | ------------------ | ------------- | ------- | ------------------------------------ | ------------------------------------ | ------------------------------------ | ------------------------------------ | ------------------------------------ | ------------------------------------ | ------------------------------------ | ------------------------------------ | ------------------------------------ | ------------------------------------ | ------------------------------------ | ---- | ---- |
| 2018 |                    |               |         | Węgry                                | Węgry                                | Austria                              | Austria                              | Słowacja                             | Słowacja                             | Czechy                               | Czechy                               | Węgry                                | Węgry                                | Węgry                                | 118  | 1    |
| 2018 | F-Racing 2000 Kft. | Tatuus FR2000 | Renault | 1                                    | 2                                    | 1                                    | 1                                    | 1                                    | 1                                    | 1                                    | 1                                    | 1                                    | 1                                    | 1                                    | 118  | 1    |

### Węgierska Formuła 2000
| Rok  | Zespół             | Samochód      | Silnik  | Wyniki w poszczególnych eliminacjach | Wyniki w poszczególnych eliminacjach | Wyniki w poszczególnych eliminacjach | Wyniki w poszczególnych eliminacjach | Wyniki w poszczególnych eliminacjach | Wyniki w poszczególnych eliminacjach | Wyniki w poszczególnych eliminacjach | Wyniki w poszczególnych eliminacjach | Wyniki w poszczególnych eliminacjach | Wyniki w poszczególnych eliminacjach | Wyniki w poszczególnych eliminacjach | Wyniki w poszczególnych eliminacjach | Wyniki w poszczególnych eliminacjach | Pkt. | Msc. |
| ---- | ------------------ | ------------- | ------- | ------------------------------------ | ------------------------------------ | ------------------------------------ | ------------------------------------ | ------------------------------------ | ------------------------------------ | ------------------------------------ | ------------------------------------ | ------------------------------------ | ------------------------------------ | ------------------------------------ | ------------------------------------ | ------------------------------------ | ---- | ---- |
| 2018 |                    |               |         | Węgry                                | Węgry                                | Austria                              | Austria                              | Słowacja                             | Słowacja                             | Czechy                               | Czechy                               | Węgry                                | Węgry                                | Węgry                                |                                      |                                      | 72   | 3    |
| 2018 | F-Racing 2000 Kft. | Tatuus FR2000 | Renault | 2                                    | 4                                    | 3                                    | 3                                    | 3                                    | 2                                    | 3                                    | 3                                    | 3                                    | 4                                    | 4                                    |                                      |                                      | 72   | 3    |
| 2019 |                    |               |         | Węgry                                | Węgry                                | Austria                              | Austria                              | Chorwacja                            | Chorwacja                            | Słowacja                             | Słowacja                             | Czechy                               | Czechy                               | Węgry                                | Węgry                                | Węgry                                | 120  | 1    |
| 2019 | F-Racing 2000 Kft. | Tatuus FR2000 | Renault | 3                                    | 1                                    | NU                                   | 1                                    | 1                                    | 1                                    | 1                                    | 1                                    | 2                                    | 1                                    | -                                    | -                                    | -                                    | 120  | 1    |
| 2019 | F-Racing 2000 Kft. | Dallara F313  | Toyota  | -                                    | -                                    | -                                    | -                                    | -                                    | -                                    | -                                    | -                                    | -                                    | -                                    | 7                                    | 1                                    | 1                                    | 120  | 1    |

### Austriacka Formuła 3
| Rok  | Zespół             | Samochód     | Silnik | Wyniki w poszczególnych eliminacjach | Wyniki w poszczególnych eliminacjach | Wyniki w poszczególnych eliminacjach | Wyniki w poszczególnych eliminacjach | Wyniki w poszczególnych eliminacjach | Wyniki w poszczególnych eliminacjach | Wyniki w poszczególnych eliminacjach | Wyniki w poszczególnych eliminacjach | Wyniki w poszczególnych eliminacjach | Wyniki w poszczególnych eliminacjach | Wyniki w poszczególnych eliminacjach | Wyniki w poszczególnych eliminacjach | Wyniki w poszczególnych eliminacjach | Wyniki w poszczególnych eliminacjach | Wyniki w poszczególnych eliminacjach | Pkt. | Msc. |
| ---- | ------------------ | ------------ | ------ | ------------------------------------ | ------------------------------------ | ------------------------------------ | ------------------------------------ | ------------------------------------ | ------------------------------------ | ------------------------------------ | ------------------------------------ | ------------------------------------ | ------------------------------------ | ------------------------------------ | ------------------------------------ | ------------------------------------ | ------------------------------------ | ------------------------------------ | ---- | ---- |
| 2019 |                    |              |        | Włochy                               | Włochy                               | Austria                              | Austria                              | Włochy                               | Włochy                               | Czechy                               | Czechy                               | Włochy                               | Włochy                               | Czechy                               | Czechy                               | Węgry                                | Węgry                                | Węgry                                | 30   | 10   |
| 2019 | F-Racing 2000 Kft. | Dallara F313 | Toyota | -                                    | -                                    | -                                    | -                                    | -                                    | -                                    | -                                    | -                                    | -                                    | -                                    | -                                    | -                                    | 9                                    | 5                                    | 2                                    | 30   | 10   |